# Russian Blue
Racekatten Russian Blue nedstammer formentlig fra en krydsning mellem sibirisk/russisk polarkat og en norsk blå tabby – muligvis andre blå katte.
Således fremgår det af arkiver, at der allerede blev avlet blå katte til udstillinger i 1800-tallet, kaldet "Blå malteser", der havde en farve, som kaldtes "Spanskblå".
Siden har racen været avlet for både skønhed og i særdeleshed kombinationen af styrke og elegance på samme tid. Givet af samme grunde var Russian Blue foretrukket som kongelig kat at den russiske Zar-familie.
Den første registrerede Russian Blue i Danmark dukkede op i 1941, men først senere er racen blevet optaget i Felis Danica.
Særligt i de seneste 5-10 år er gået stærkt fremad for racen, der hyppigere en tidligere dukker op på udstillinger med danske ejere.

## Oprindelse
Russian Blue katten er en naturlig forekommende art, som stammer fra Arkhangelsk, Rusland. Man tror, at de første Russian Blues blev bragt fra Rusland til England og det nordlige Europa i 1860'erne af søfolk. Den blev første gang vist frem i 1875 på Crystal Palace i England som den Arkhangelske Kat. Den konkurrerede i første omgang i en kategori for andre blå katte, men den blev senere givet sin egen kategori.
Russian Blue var den russiske zars hofdyr, og den blev givet væk til meget betydningsfulde mennesker.
Racen blev hovedsageligt opdrættet i England og Skandinavien indtil efter 2. verdenskrig, hvor folk genvandt interessen for den. Nogle begyndte at krydse Russian Blue og Siameseren. Efter 2. verdenskrig blev Russian Blue også udbredt til USA, hvor den "almindelige" Russian Blue blev fremavlet.
I starten af 1970'erne blev en hvid Russian Blue (kaldet "The Russian White") fremavlet af en australsk avler, Mavis Jones, gennem en krydsning af en Russian Blue og en tam, hvid kat. I slutningen af 1970'erne blev Russian White og Russian Black accepteret af de australske katteforeninger, andre steder blev de kun accepteret som nye farver, ikke racer.

## Udseende
Russian Blue har en medium stor krop, med kort, tyk blå pels, meget lig British shorthair. Pelsen er dobbelt, med en underpels der er blød. De har klarere, grønne øjne.

## Adfærd
Russian Blue er kendt for at være meget intelligent og aktiv. Den kan som regel åbne vinduer og døre, lege aport og er meget følsom over for deres menneskers følelser. De elsker at lege, og er meget loyale over for det menneske, som den har kastet sin kærlighed på. De er også kendt for at være stille og renlige.
Russian Blue kommer som regel godt ud af det med andre dyr og børn. De er normalt lidt sky over for fremmede.